# Frederik Van Den Stock
Frederik Van Den Stock of pseudoniem Fred (Lier, 30 juni 1986) is een Vlaamse cartoonist. 
Zijn cartoons verschenen onder andere in Knack, De Standaard en de New York Times.
Hij studeerde reclame en illustratie aan het Sint-Lukasinstituut te Brussel.
In 2011 won hij de Plastieken Plunk voor het korte stripverhaal De preminiemen.

## Werk
- "Ik Zien A Geire" (2010)
- "Brussels in Shorts" (2013)
- "Buck" (2019)